# Jaroslav Konopásek
Jaroslav Konopásek (7. října 1902, Praha – ?????) byl vojákem z povolání v prvorepublikové československé armádě. V protektorátu se stal členem ilegální vojenské organizace Obrana národa, byl zatčen a za odbojovou činnost odsouzen (3. prosince 1941) k pěti letům káznice.

## Život
Jaroslav Konopásek byl před nastolením Protektorátu Čechy a Morava vojákem z povolání. Po 15. březnu 1939 se podobně jako valná většina bývalých vojáků rozpuštěné prvorepublikové armády zapojil do podvratné protiněmecké činnosti v rámci členství ve vojenské ilegální domácí odbojové organizaci Obrana národa. V odbojové organizaci Obrana národa byl začleněn do oblastního velitelství Morava-západ. V době zatčení gestapem měl původně hodnost štábního kapitána generálního štábu. Dne 3. prosince 1941 byl Jaroslav Konopásek odsouzen Lidovým soudem (Volksgericht) v Berlíně k trestu pěti let káznice a jednoho roku ztráty čestných občanských práv. Společně s ním byli za odbojovou činnost souzeni: František Blabolil (trest smrti), Otto Francl (doživotí), Václav Kratochvíl (6 let káznice) a Václav Lysák (trest smrti).